# Ocięsław
Ocięsław – staropolskie imię męskie, złożone z członów Ocię- ("odjąć, ująć") i -sław ("sława"). Mogło oznaczać "ten, który pomniejsza sławę".